# ناحیه دیکسون، میشیگان
ناحیه دیکسون (به انگلیسی: Dickson Township) یک منطقهٔ مسکونی در ایالات متحده آمریکا است که در شهرستان منیستی، میشیگان واقع شده‌است.
 ناحیه دیکسون ۱۸۵٫۷ کیلومتر مربع مساحت و ۹۲۹ نفر جمعیت دارد و ۲۶۲ متر بالاتر از سطح دریا واقع شده‌است.